# Maria av Guise

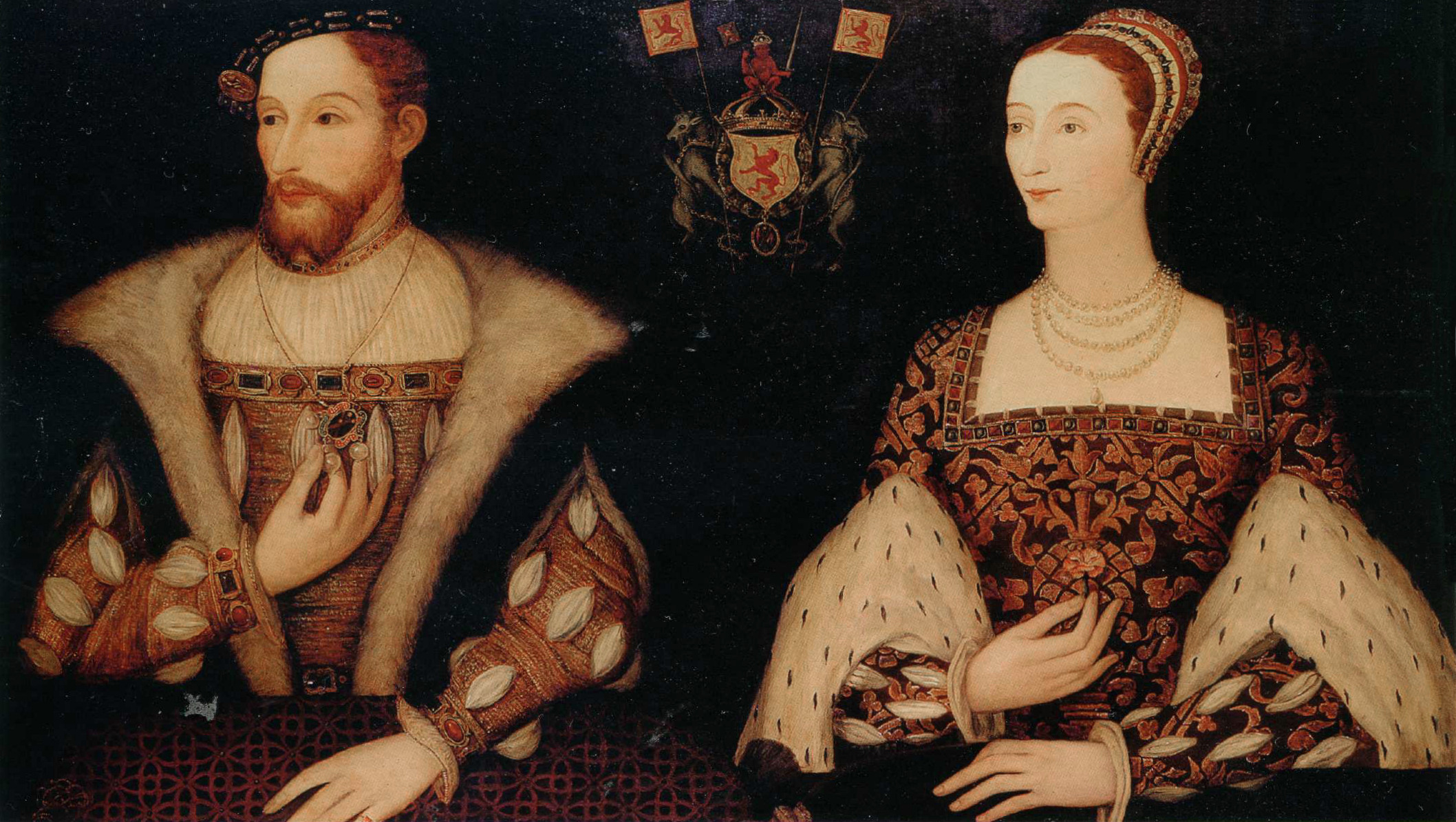
James V och Mary av Guise.

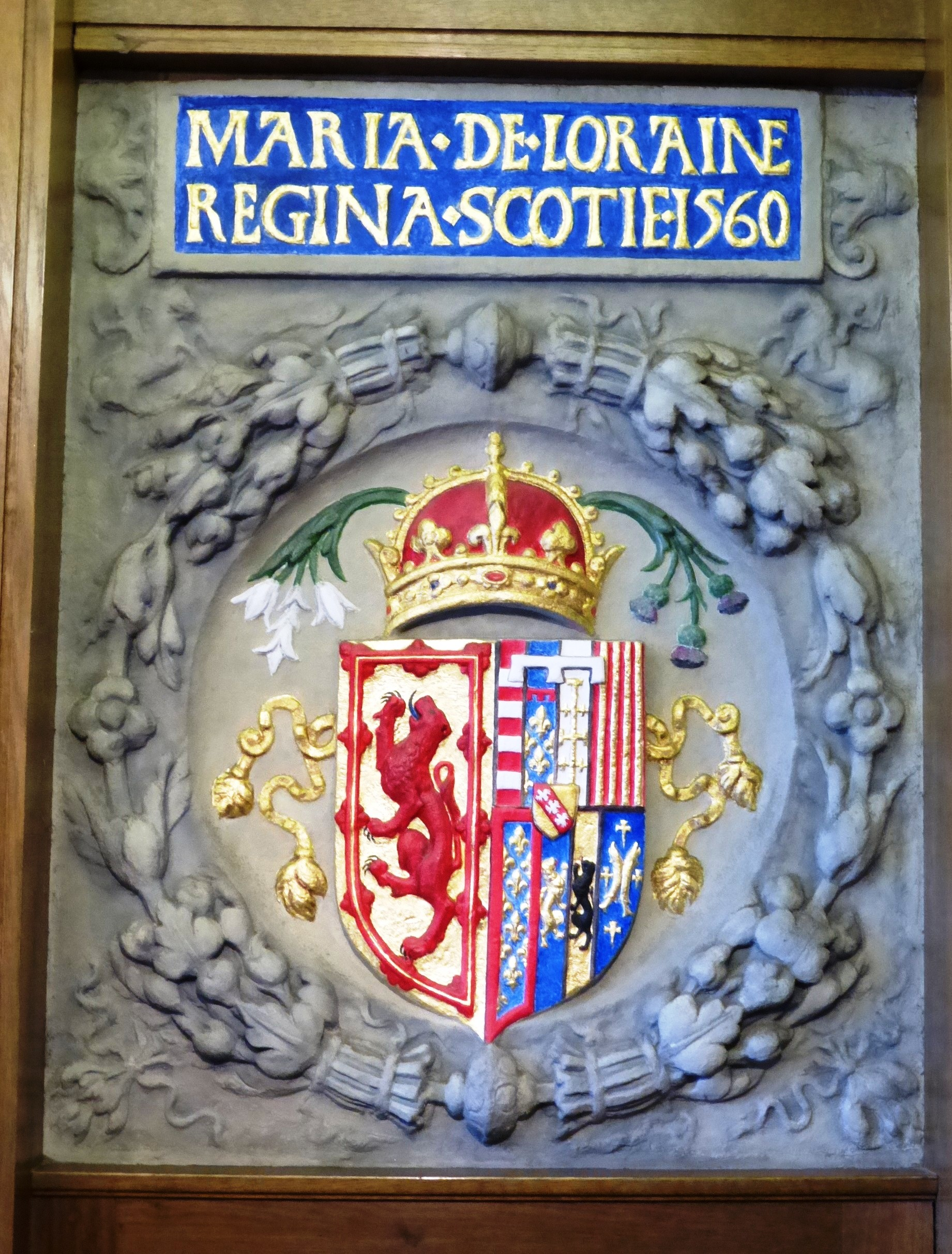
Mary of Guise arms (1560), South Leith Parish Church

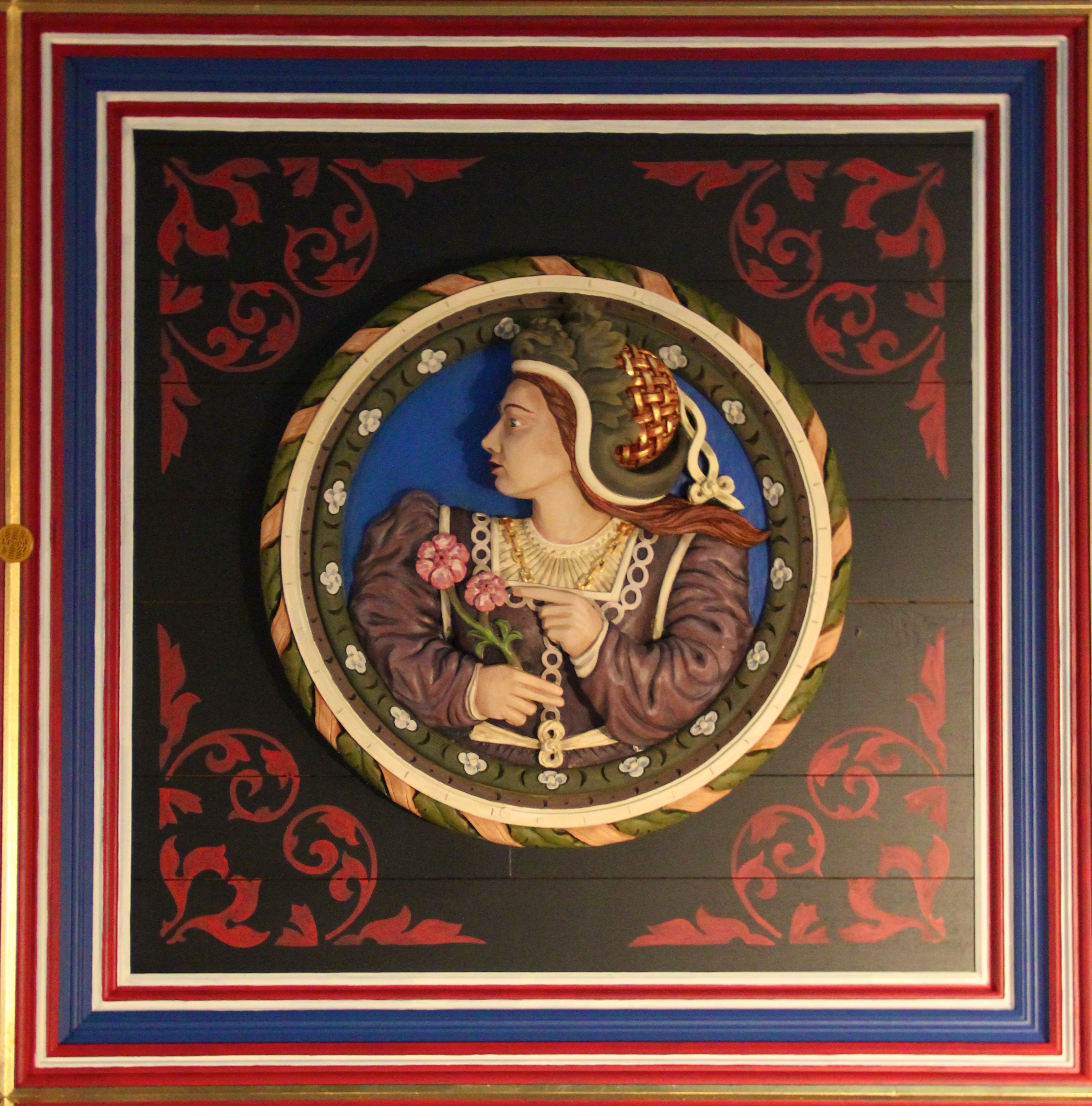
Stirling Heads - Mary of Guise

Royal Standard of Mary of Guise (6502764931)

Maria av Guise, född 22 november 1515 i Bar-le-Duc, död 11 juni 1560 i Edinburgh, var drottning av Skottland 1538–1542 genom sitt äktenskap med Jakob V, och regent för sin frånvarande dotter Maria I 1554–1560. 
Tack vare de franska trupper som från 1547 stöttade den skotska regeringen mot inre och yttre fiender, hade hon från detta år i praktiken makten över sin dotters förmyndarregering, även om hon först 1554 formellt fick posten som regent. Hon var en av de främsta aktörerna för den fransk-skotska alliansen mot England och det skotska protestanterna, och strävade efter att bevara Skottland som ett katolskt land åt sin frånvarande dotter, ett mål hon misslyckades med, då hon avled mitt under konflikten mot det av England stöttade skotska protestanterna, vilket gjorde att den skotska reformationen kunde genomföras ett år innan hennes dotters återkomst. 

## Biografi

### Tidigt liv
Hon var dotter till hertig Claude av Guise och Antoinette av Bourbon-Vendôme. Hon uppfostrades i kloster fram till 1531, då hon togs till det franska hovet. 
Hon blev 1534 gift med hertig Ludvig II av Longueville. Deras relation beskrivs som lycklig och resulterade i två söner: Francois, senare François III d'Orléans, hertig av Longueville, och Louis som dog tidigt. Äktenskapet tillbringades på olika slott i trakten av Loire och vid hovet. Hon blev änka redan 1537. 
På grund av sina nära band med den franska kungafamiljen blev hon föremål för politiska äktenskapsförslag. Hon mottog ett frieri från kung Henrik VIII av England, men tackade nej med en anspelning på halshuggningen av Anne Boleyn: "Jag är kanske stor till växten, men jag har en kort hals".  Henrik VIII valde då istället Anna av Kleve.

### Drottning
Hon blev omgift med kung Jakob V av Skottland en första gång 9 maj 1538 i Sainte Chapelle i Château de Châteaudun i Frankrike, och en andra gång 18 juni St Andrews Cathedral i Skottland. Äktenskapet arrangerades som en symbol för alliansen mellan Skottland och Frankrike, då hon var fransyska med band till franska kungafamiljen. Hon beskrevs också som frisk och stark och bevisat fruktsam, vilket var viktigt för den skotska tronföljden. Då hon reste till Skottland tvingades hon lämna sin son i Frankrike.
Maria av Guise anlände till Skottland efter en sex dagars sjöresa 6 juli 1538. Hennes ankomst följdes av en officiell rundtur runt landet. Utåt sett betedde sig Guise som om hon trivdes i Skottland, och uttalade många offentliga komplimanger om Skottlands skönhet och fördelar, men hon uttryckte privat sin längtan efter Frankrike och sin son ur första äktenskapet i täta brev till sin mor. Det fyraåriga äktenskapet beskrivs inte som lyckligt och präglades av Jakobs otrohet, depression och den ständiga pressen att föda tronarvingar. Hon kröntes i Holyrood Abbey i 22 februari 1540. Hon stod i tät kontakt med sin familj i Frankrike och nyinredde ett flertal skotska kungliga slott i fransk stil.
Efter två söner som avled unga, föddes hennes dotter Maria Stuart på Linlithgow Palace 9 december 1542. Hennes make avled den 14 december, och hennes nyfödda, sex dagar gamla dotter blev då regerande drottning av Skottland. Då hennes dotter var ett spädbarn fanns behov av en förmyndarregering ledd av en regent. Det var normalt sett vanligt att en minderårig monarks förmyndarregering leddes av modern, men Guise blev inte utsedd till regent. Hennes ställning var vid denna tidpunkt inte stark i Skottland, som behärskades av mäktiga adliga klaner, och en stark regering behövde snabbt vara på plats på grund av landets sårbarhet mot England. Förmyndarregeringen leddes istället av earlen James Hamilton av Arran, som stod närmast i tronföljden efter Maria Stuart, med kardinal David Beaton som rådgivare.
Hon stödde initialt trolovningen mellan sin dotter och Englands kronprins, den senare Edvard VI av England, genom fördraget i Greenwich 1 juli 1543. Orsaken var möjligen för att det då inte fanns någon fransk prins som alternativ, och för att ett kungligt äktenskap tycktes vara dotterns enda skydd mot den mäktiga skotska adeln. Trolovningen med Englands tronföljare förlorade snart sitt stöd i Skottland. Samma sommar fördes barnadrottningen och hennes mor från det obefästa slottet Linlithgow till det befästa fortet Stirling Castle, vilket gjordes av förmynddarregeringen för att skydda Maria Stuart från att tillfångatas av engelsmännen inför den planerade brytningen av trolovningen. Hon närvarade vid dotterns kröning på Stirling 9 september. Födseln av en son till Henrik II av Frankrike i januari 1544 innebar möjligheten till ett franskt äktenskap för Maria Stuart, och förlovningen med den engelska tronföljaren bröts. Guises ställning stärkes då den skotska regeringen tvingades möta ett krig med England över den brutna trolovningen, samtidigt som ett inre uppror av inhemska skotska protestanter, då franska trupper sågs som Skottlands enda hopp och hon i praktiken var Frankrikes främsta representant i Skottland. 
År 1548 arrangerade hon dotterns förlovning med den franske tronföljaren Frans och sände henne till sina släktingar i Frankrike.  Fördraget mellan Skottland och Frankrike 1548 innebar, utöver hennes dotters trolovning med den franska tronföljaren och evakuering till Frankrike, att franska trupper inkallades för att stödja den skotska regimen mot inre och yttre fiender. Maria Stuart evakuerades till Frankrike i augusti, medan hennes mor kvarblev i Frankrike för att stödja de franska trupperna inför det skotska rådet. Fördraget i Boulogne 24 mars 1550, som avslutade kriget mellan England och Skottland, gjorde det möjligt för Guise att besöka Frankrike. 
Mellan september 1550 och oktober 1551 vistades Guise vid det franska hovet. Tillsammans med sin dotter företog hon 1 oktober en procession genom Rouen bärande flaggor symboliserande de skotska fort som försvarats och återtagits med fransk hjälp i vad som sågs som en politisk demonstration. Vid det franska hovet arbetade hon för att stärka den skotsk-franska alliansen, tillgodose bästa tänkbara villkor för sin dotter i dennas framtida äktenskap med den franska tronarvingen, och utverka större finansiellt stöd för sig själv i Skottland. På sin återfärd till Skottland besökte hon England i oktober 1551, och mötte Edvard VI och prinsessan Elisabet i London (prinsessan Maria vägrade dock att närvara). Hon var tillbaka i Skottland i november 1551.

### Skottlands regent
Medan earlen av Arran förblev Skottlands regent de jure, hade Maria av Guise vid denna tidpunkt blivit de facto regent genom stödet från de franska trupper som besatte landet. Ett antal händelser gjorde att hon beslöt att legitimera sin makt genom att även formellt utses till regent. Nederländernas regent Maria av Habsburg påpekade i december 1552 att Guise egentligen saknade legal grund för att sköta politiska förhandlingar, och behövde Arrans signatur för att kunna göra det. Guise inledde då en kamp för att får Arran att frånsäga sig regentskapet; initialt till förmån för James Stewart, 1:e earl av Moray.
Den 12 april 1554 övertog Maria av Guise formellt rollen som regent för sin dotters förmyndarregering.
Hennes maktbas stöddes sig på de franska trupper som fanns stationerade i landet, och hennes politik var starkt franskorienterad. Genom korrespondens med sina bröder, hertig de Guise och kardinal de Lorraine, som hade höga ämbeten i Frankrike, säkerställde hon att Frankrikes och Skottlands politik överensstämde och att länderna utrikespolitiskt agerade som ett land. Den franska ambassadören deltog i de skotska rådssammanträdena, och hon utsåg fransmän till en rad viktiga skotska regeringsposter, bland dem de som hade hand om statskassan och det kungliga sigillet. Hennes profranska regim väckte oro hos många läger om att Skottland skulle förvandlas till en fransk provins. 
Guise tvingades under sin regeringstid möta hotet från det protestantiska partier i Skottland, som hade växt alltmer i styrka sedan mordet på kardinal Beaton 1546, och som motsatte sig hennes fransk-katolska regim. Hon ingrep initialt inte starkt mot de protestantiska predikanterna, då hon visste att stödet för hennes franska regim var svagt hos den skotska adeln. År 1557 bildade protestantiska lorder gruppen partiet "The Lords of the Congregation", vars mål var att införa reformationen i Skottland. 
År 1558 gifte sig hennes dotter med den franska kronprinsen, samtidigt som Elisabet I besteg Englands tron. Den franske kungen stödde nu hennes dotters krav på Englands tron, med tanken att Skottland och England, genom hennes dotter, skulle bli en del av Frankrike. För detta projekt krävdes att Skottland förblev en lojal och stabil, katolsk fransk lydstat, och Guise kom då i öppen konflikt med Skottlands protestanter, samtidigt som Englands Elisabet I lovade de skotska protestanterna sitt stöd mot Guise. 
I januari 1559 uppmanade anonyma flygblad allmänheten till uppror mot det katolska prästerskapet. Predikanten John Knox togs emot i Perth i maj, där han uppmanade till religiöst krig, och Guises kallelse av de protestantiska predikanterna till Stirling 10 maj utlöste ett allmänt religiöst uppror till stöd för protestanterna och en bildstorm mot katolska institutioner. Edinburgh föll för upprorsmakarna i juli, och Guise retirerade till Dunbar. Den 25 juli undertecknades fredsfördraget Articles of Leith vid Leith Links, där Guise utlovade religionsfrihet. 
I september accepterade earlen av Arran positionen som ledare för Lords of the Congregation och utropades som Skottlands nya regent av oppositionen, och upproret bröt därmed ut på nytt. Guise tillkallade ytterligare franska förstärkningar för att slå ned upproret, vilket gjorde att det protestantiska partiet förklarade henne avsatt med motiveringen att hon hade förrått Skottland för Frankrike.  De franska trupperna var segerrika mot upprorsmakarna fram till januari 1560, då engelska trupper anlände till Skottland för att stödja protestanterna. 
Maria av Guise avled i 11 juni 1560 Edinburgh Castle, som hon just då höll på att förstärka mot fientligt anfall, varifrån hennes kropp fördes till Frankrike för att begravas.  Det förekom rykten om förgiftning, som emellertid helt har avvisats av historiker. Hennes död resulterade i Edinburghfördraget, i vilken både Frankrike och England gick med på att dra tillbaka alla sina trupper från Skottland. Regentskapet övertogs av James Stewart, 1:e earl av Moray fram till att hennes dotter Maria Stuart återvände till Skottland året därpå.

## Eftermäle
Maria av Guise har både av samtiden och historiskt sett ofta beskrivits som en intelligent och begåvad politiker, vars mål var att bevara ett katolskt och profranskt Skottland till sin dotter.  Ett undantag var John Knox, som bland annat skrev The First Blast of the Trumpet Against the Monstruous Regiment of Women som kritik.

## Barn
Barn med Ludvig II av Longueville:
1. François III d'Orléans, hertig av Longueville
2. Louis

Barn med Jakob V av Skottland:
1. James, Duke of Rothesay, född 1540, död 1541
2. Robert, Duke of Albany, född 1541, död 1541
3. Maria Stuart